# روبير سانكارا
روبير سانكارا (بالفرنسية: Robert Sankara)‏ (18 فبراير 1985 في ساحل العاج - ) هو لاعب كرة قدم باركينسي في مركزي قلب الدفاع والدفاع. شارك مع منتخب بوركينا فاسو لكرة القدم. أما مع النوادي، فقد لعب مع أسيك أبيدجان ونادي الهلال ونادي ستاد أبيدجان وFree State Stars F.C. ‏ وAS Denguélé ‏.

## وصلات خارجية
- روبير سانكارا على موقع قاعدة بيانات كرة القدم.إي يو (الإنجليزية)
- روبير سانكارا على موقع ناشيونال فوتبول تيمز (الإنجليزية)
- روبير سانكارا على موقع Soccerway.com (الإنجليزية)